# Bistroff
Bistroff település Franciaországban, Moselle megyében. Lakosainak száma 312 fő (2022. január 1.). Bistroff Bérig-Vintrange, Grostenquin, Guessling-Hémering, Harprich, Lelling, Lixing-lès-Saint-Avold és Viller községekkel határos.

## Népesség
A település népességének változása:
| Lakosok száma | 294  | 268  | 276  | 331  | 318  | 308  | 311  | 313  | 310  | 312  |
|               | 1968 | 1982 | 1990 | 2006 | 2013 | 2015 | 2017 | 2019 | 2020 | 2022 |